# Forte (moneta)
Forte è il nome di alcune piccole monete di bassa lega d'argento, coniate dai Savoia fra il secolo XIV e il XVI.
Era detto Forte in paragone alle monete di vecchio tipo, che erano destinate a sostituire, ridotte per svalutazione a bassissimo titolo e pertanto considerate deboli.
Forti furono battuti in seguito anche in altre zecche del Piemonte (Carmagnola, Montanaro, Casale, ecc.).

## Francia
Dei Fort furono coniati in Champagne all'inizio del XIII secolo da Tebaldo IV, a Valenciennes da Guglielmo III de Hainaut, duca  di Baviera (1330 - 1388). 
Il Fort de Guyenne era una moneta d'oro emessa da Carlo di Francia (1468-1474) simile al Ryal inglese. Al dritto il duca armato atterra un leone.

## Portogallo
Il Forte del Portogallo fu coniato da Ferdinando I del Portogallo e di Algarves (1345-1383, re dal 1367). Era rappresentato il busto del re di profilo.